# Sattva
No induismo, sattva (pureza, ou literalmente: existência, realidade) é um aspecto (gunas) que caracteriza um comportamento/qualidade, sendo a mais rara das três gunas. Um conceito filosófico e psicológico desenvolvido pela escola hindu samkhya.E segundo esta filosofia: sāttvika é puro ou equilíbrio; rājasika é movimento, e; tāmasika é obscuro ou violência.
Como adjetivo utiliza-se sāttwika (satívica) como adjetivo de pureza na qualidade de bondade.
- सत्-त्व ou सत्त्व, em devanágari.
- sat-tvá, no sistema IAST.
- Pronuciado satuá.

## Etimologia
O significado segundo Monier Williams:
- Ser, existência, entidade, realidade (īśvara-sattuá: ‘A existências do amor”).
- Verdadeira essência, naturalidade, disposição mental, caráter.
- Essência espiritual, espírito, mente.
- Ares vitais, vida, consciência, força de caráter, firmeza, energia, resolução, coragem, independência, sentido comum, sabedoria, magnanimidade.

## Objetos satívicos
Para que um objeto ou alimento seja satívico, deve ser concebido sem contaminação e não deve propagar nenhum tipo de doença para a humanidade.
A sua presença purifica o ambiente.
Quando uma pessoa consome este tipo de comida, deve sentir que está a comer um alimento puro.
O alimento deve ser saudável, nutritivo e limpo.
Não deve possuir efeitos embriagantes ou afrodisíaco.
Deve ser concebido sem dor ou extermínio de outro ser vivo.
Também se exclui a comida picante (raya guna) ou fermentada (tama guna).
Alguns objetos que se podem considerar satívicos são:
- Flores, frutas e comida que — de acordo com a tradição hinduísta— se pode oferecer a Deus.
- A árvore nim
- O leite de origem animal.

## Personalidade satívica
Uma pessoa (ou criatura) satívica é  que possui tendências predominantemente satívica”.
- Uma pessoa que sempre trabalha para o bem estar de todos.
- Vive de maneira moderada e modesta.
- Trabalha moderadamente.
- Leva uma vida casta.
- Come moderadamente.
- Lida sempre com a verdade, sem lastimações.
- Não ofende ou insulta
- Não é egoísta.
- Não engana nem trapaceia.
- Não proliferam maus pensamentos.
- Possui sabedoria além de boa memória e concentração.
- Ocupa-se de algum tempo para sempre aumentar seu conhecimento.
- Adora o seu Deus e faz meditações e orações.
- Pensamentos, palavras e atitudes coincidem.

Exemplos:
- Santos e bhaktas (devotos) como Tulsidas e Tukaram.
- Antigos rishis como Vásishta e Kasiapa
- Devas: seres divinos dos céu; no que as escrituras hindus consideram  como a segunda modalidade (rayas).
- Algumas floras e faunas como o lotus (que simboliza a pureza) e a vaca (que simboliza a mãe terra).